# ヴィジョワ
ヴィジョワ （Vigeois、オック語:Visoas）は、フランス、ヌーヴェル＝アキテーヌ地域圏、コレーズ県のコミューン。

## 地理

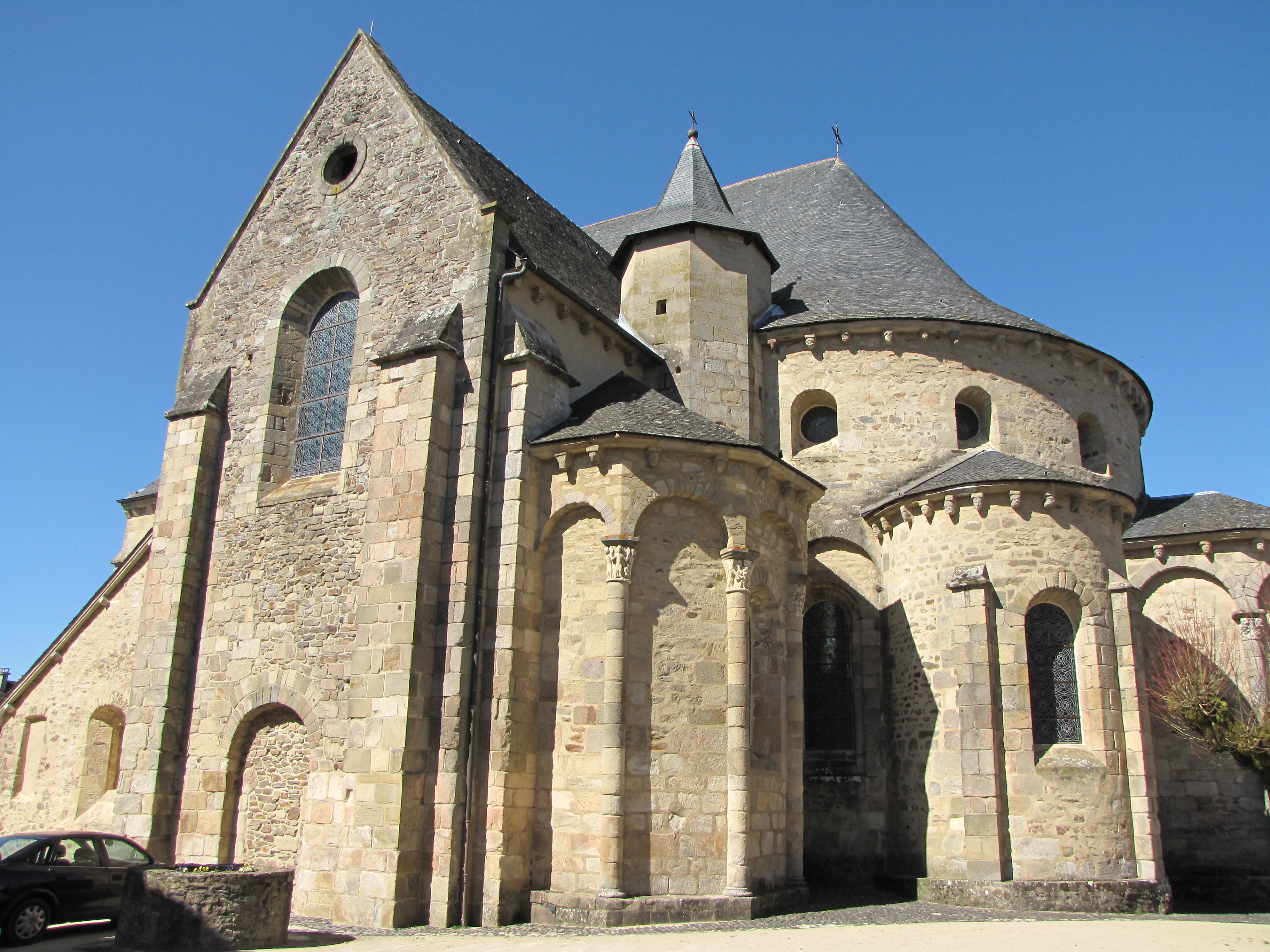
修道院付属教会

コミューンは鉄道のオーブレ-オルレアン・ア・モントーバン-ヴィル-ブルボン路線（fr）途上、ユゼルシュとアラサックの中間に位置する。ヴェゼール川とその支流で左岸のブレズー川、コミューンの西側を流れるロワル川がある。ブレズー川の主な支流としてポン・ラゴルス川がある。
最寄は、オートルート 20の45番出口、鉄道ならばヴィジョワ駅である。

## 歴史
1170年から1184年にかけ、ヴィジョワはジョフロワ・ド・ブルイユが修道院長であった。彼はのちにジョフロワ・ド・ヴィジョワの名で知られるようになる。ジョフロワ・ド・ヴィジョワの名は、中世リムーザンの年代記、そして十字軍初期に記されたことで有名である。

## 人口統計
| 1962年 | 1968年 | 1975年 | 1982年 | 1990年 | 1999年 | 2006年 | 2011年 |
| ------ | ------ | ------ | ------ | ------ | ------ | ------ | ------ |
| 1682   | 1497   | 1346   | 1340   | 1210   | 1191   | 1118   | 1231   |

参照元:1999年までEHESS、2004年以降INSEE

## 史跡
- サン・ピエール修道院（fr） - 修道院建物は12世紀のもの
- ポン・デザングレ - ヴェゼール川に架かる中世の橋
- 樹齢1200年から1500年といわれるイチイ

## ゆかりの人物
- マルセル・プレーヌ - 俳優
- フランシス・ルジュリー - 元ヴィジョワの首長。ジャック・シラクがコレーズ県議会議長当時、副議長だった
- フランソワ・オランド - 2008年から2012年までコレーズ県議会議長を務めた際、ヴィジョワ小郡の郡長も兼務した